# Мехмед Кукли-бег
Мехмед Кукли-бег (1487—1538) је био опољски властелин о којем су сачуване најмрачније приче. Рођен је у Турској, а са оцем је као дијете дошао у Тетово. Отац му се звао Хајредин и имао је седморицу синова и био је један од пограничних губернатора области Тетова. У роду је са Иса-бегом који је унук Евренос-бега који је био учесник Косовске битке. Кукли-бег је загосподарио Призренском регијом све до Тетова. Прва џамија у Опољу је направљена под његовом управом.
Иван Јастребов га спомиње у својој књизи Стара Србија и Албанија. Његов дворац је срушио 1793. Махмуд-паша Бушатлија. Надимак Кукли је добио по селу Кукли поред којег је себи саградио дворац, на десет минута хода од села Бродосавце. Житељи су Јастребову говорили да је он родом из Мале Азије, а да је те посједе добио од султана због покоравања Тетова и Призрена. Његове двије џамије у Призрену и селу Бродосавце служе као његов увјерљиви споменик. Тадашњи муслимани га убрајају у свеце. Његов посљедњи потомак, Малић-бег, је убијен на ријеци Морачи у рату против Црне Горе. Опољци, поред муслиманских празника, нису се одрекли да празнују дан св. Ђорђа (Хурелес), св. Димитрија (Касим) и св. Николе 9. маја и то по православном, а не римокатоличком календару. Опољци су причали Јастребову да су до прије 30 година палили бадњаке (палибожић). По њему нема сумње да су се Опољци потурчили у вријеме Кукли-бега почетком 16. вијека. Потурчивши се, промијенили су и језик. Арнаућењу Опољаца умногоме су помогли колонисти Арнаути који су у вријеме Кукли-бега заузели мјеста хришћана који су бјежали од зулума. Хришћани који су остали су поред вјере промијенили и језик.
Кукли-бег је направио и караван-сарај за путнике у селу Мамиз.